# 2004 EV95
2004 EV95, também escrito como 2004 EV95, é um objeto transnetuniano que está localizado no Cinturão de Kuiper, uma região do Sistema Solar. Este corpo celeste é classificado como um plutino, pois, o mesmo está em uma ressonância orbital de 2:3 com o planeta Netuno. Ele possui uma magnitude absoluta de 7,5 e tem um diâmetro estimado com 139 km.

## Descoberta
2004 EV95 foi descoberto no dia 15 de março de 2004 pelo astrônomo Marc W. Buie.

## Órbita
A órbita de 2004 EV95 tem uma excentricidade de 0,184 e possui um semieixo maior de 39,673 UA. O seu periélio leva o mesmo a uma distância de 32,372 UA em relação ao Sol e seu afélio a 46,973 UA.